# Escaneo de carga

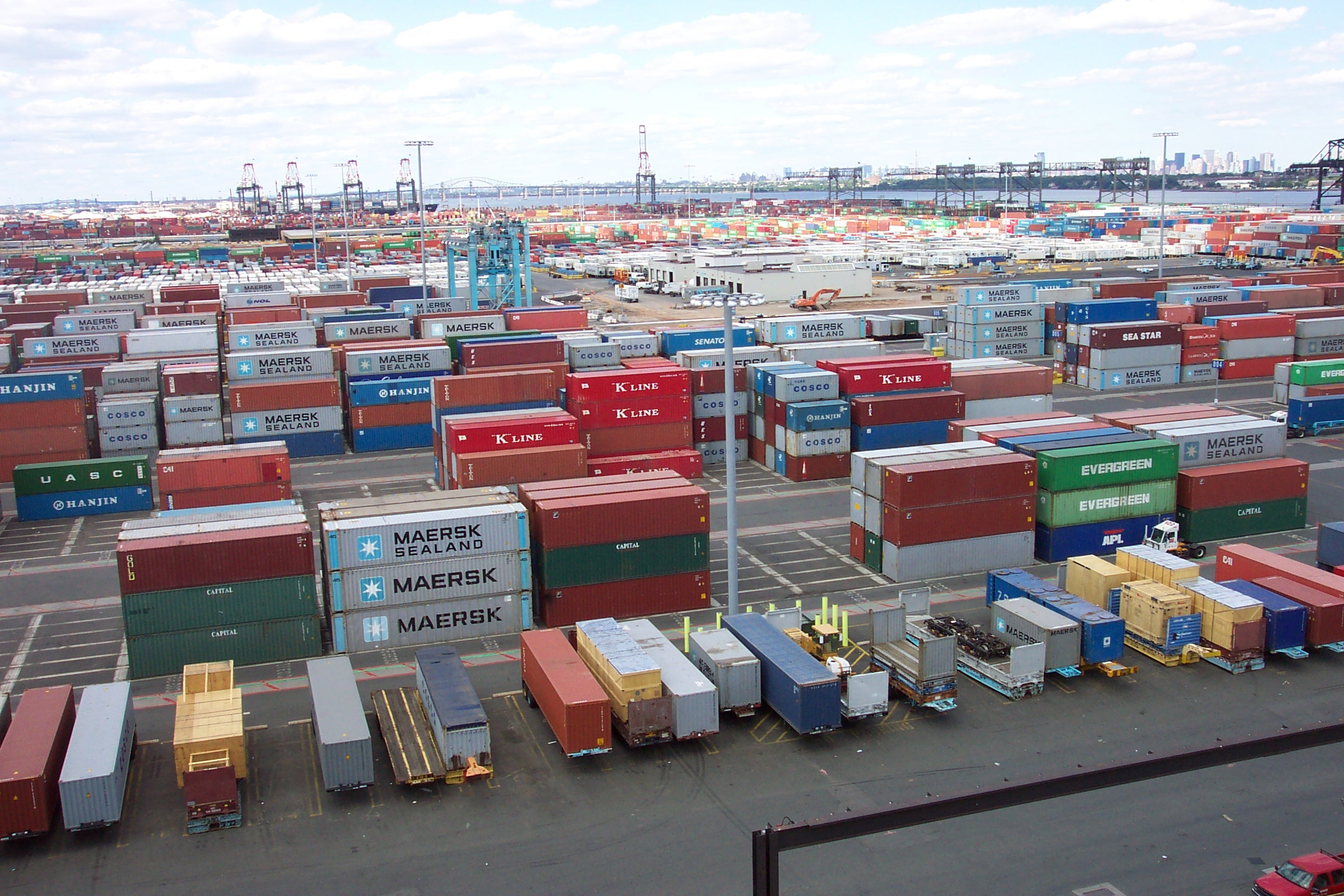
Contenedores de transporte intermodal

El escaneo de carga o inspección no intrusiva (NII) se refiere a los métodos no destructivos que se utilizan para inspeccionar e identificar mercancías en los sistemas de transporte. A menudo se usa para escanear contenedores de transporte de carga intermodales. En los EE. UU. es utilizado por el Departamento de Seguridad Nacional y su Iniciativa de Seguridad de Contenedores (ISC) tratando de lograr un escaneo de carga cien por ciento en 2012 según lo requerido por el Congreso de EE. UU y recomendado por la Comisión del 11/9. 
En los Estados Unidos, el objetivo principal del escaneo es detectar materiales nucleares especiales (MNEs), con el beneficio adicional de detectar otros tipos de carga sospechosa. En otros países se hace hincapié en la verificación de la carga, la recaudación de aranceles y la identificación del contrabando. En febrero de 2009 fueron escaneados aproximadamente el 80% de los contenedores entrantes en EE. UU. Para llevar ese número al 100%, los investigadores están evaluando numerosas tecnologías, que se describen en las siguientes secciones.

## Radiografía

### Radiografía de rayos gamma

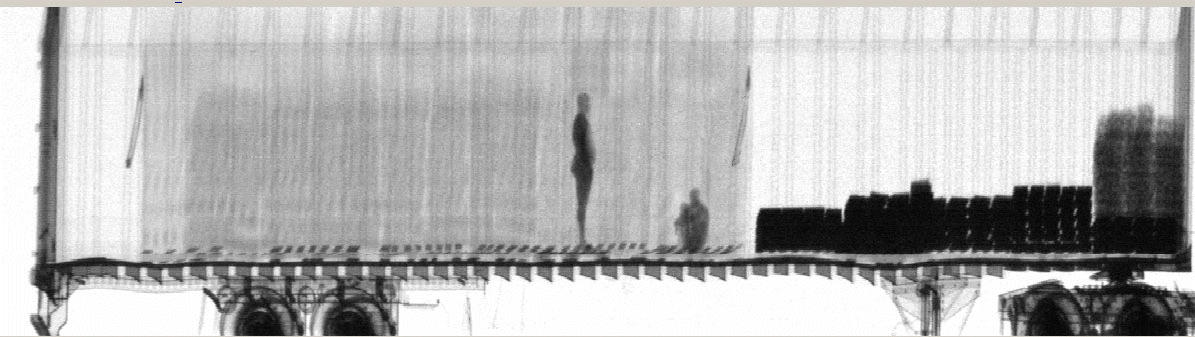
Imagen de rayos gamma de un contenedor que muestra dos polizones ocultos en el interior

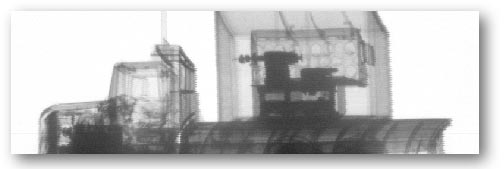
Imagen de rayos gamma de un camión que muestra las mercancías dentro de un contenedor.

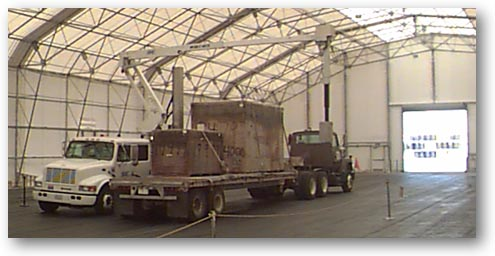
Un camión que entra en un sistema de radiografía de rayos gamma

Los sistemas de radiografía de rayos gamma capaces de explorar camiones usan normalmente cobalto-60 o cesio-137 como fuente radiactiva y una torre vertical de detectores gamma. Esta cámara gamma produce una imagen. La dimensión horizontal de la imagen se produce moviendo el camión o el hardware de escaneo. Las unidades de cobalto-60 usan fotones gamma con una energía media de 1.25 MeV, que puede atravesar el acero hasta 15-18 cm. Los sistemas proporcionan imágenes de buena calidad que pueden utilizarse para identificar la carga y compararla con el manifiesto, para intentar detectar alguna anomalía. También puede identificar zonas de alta densidad, demasiado gruesas para ser penetradas, que serían las más propensas a ocultar amenazas nucleares. 

### Radiografía de rayos X
La radiografía de rayos X es similar a la radiografía de rayos gamma, pero en lugar de usar una fuente radiactiva, utiliza un espectro de radiación de frenado de alta energía de rayos X con energía en el rango de 5-10 MeV creado por un acelerador lineal de partículas (LINAC). Este sistema de rayos X puede atravesar hasta 30-40 cm de acero en vehículos que se mueven con velocidades de hasta 13 km/h. Proporcionan una mayor penetración pero también tienen un coste de compra y operación mayor. Son más adecuados para la detección de materiales nucleares especiales que los sistemas de rayos gamma. También administran una dosis de radiación 1000 veces mayor a posibles polizones.

### Radiografía de rayos X de doble energía
Radiografía de rayos X de doble energía

### Radiografía de retrodispersión de rayos X
Escáner de rayos X

### Sistemas de activación de neutrones
Los ejemplos de sistemas de activación de neutrones incluyen: análisis de neutrones rápidos pulsados (ANRP), análisis de neutrones rápidos (ANR) y análisis de neutrones térmicos (ANT). Los tres sistemas se basan en las interacciones de los neutrones con los elementos inspeccionados y en el examen de los rayos gamma resultantes para determinar los elementos que se están irradiando. El ANT utiliza la captura de neutrones térmicos para generar los rayos gamma. El ANR y el ANRP utilizan la dispersión rápida de neutrones para generar los rayos gamma. Además, el ANRP utiliza un haz de neutrones colimado pulsado. Con esto, el ANRP genera una imagen elemental tridimensional del elemento inspeccionado.

## Detectores de radiación pasiva

### Tomografía de muon

Imagen de la radiación cósmica que identifica los mecanismos de producción de muones en la atmósfera de la Tierra

La tomografía de muon es una técnica que usa muones de rayos cósmicos para generar imágenes tridimensionales de volúmenes utilizando la información contenida en la dispersión de muones de Coulomb. Dado que los muones son mucho más penetrantes que los rayos X, la tomografía de muones se puede utilizar para obtener imágenes a través de un material mucho más grueso que la tomografía con rayos X, como la tomografía computarizada. El flujo de muones en la superficie de la Tierra es tal que un solo muon pasa a través de un volumen del tamaño de una mano humana por segundo
La imagen por muon fue originalmente propuesta y demostrada por Álvarez. El método fue redescubierto y mejorado por un equipo de investigación del Laboratorio Nacional de Los Álamos, la tomografía de muones es completamente pasiva, explotando la radiación cósmica natural. Esto hace que la tecnología sea ideal para el escaneo de alto rendimiento de las marcancías y donde los operadores están presentes, como en una terminal de carga marítima. En estos casos, los conductores de camiones y el personal de aduanas no tienen que abandonar el vehículo o salir de una zona de exclusión durante el escaneo, lo que agiliza el rendimiento de la carga.
Los sistemas de detección pasiva multimodo (SDPMM), basados en la tomografía de muones, se utilizan actualmente por Decision Sciences International Corporation at Freeport, Bahamas, y el Establecimiento de Armas Atómicas del Reino Unido. Un sistema SDPMM ha sido contratado también por Toshiba para determinar la localización y la condición del combustible nuclear en la planta de energía nuclear Fukushima Daiichi.

### Detectores de radiación gamma
Los materiales radiológicos emiten fotones gamma, que los detectores de radiación gamma, también llamados monitores de radiación del portal (MRP), detectan bien. Los sistemas utilizados actualmente en los puertos de los EE. UU. (y acerías) utilizan varios (generalmente 4) paneles de PVT grandes como centelleadores y se pueden usar en vehículos que se desplacen hasta a 16 km/h.
Proporcionan muy poca información sobre la energía de los fotones detectados, y como resultado, fueron criticados por su incapacidad para distinguir los rayos gammas que se originan de fuentes nucleares de los que se originan de una gran variedad de tipos de cargas no peligrosas que emiten radiactividad de forma natural, como bananas, arena para gatos, granito, porcelana, gres, etc. Los materiales radiactivos naturales, llamados NORMs, representan el 99% de las alarmas infundadas. Algunas radiaciones, como en el caso de grandes cantidades de plátanos, se deben al potasio y su raro (0.0117%) de isótopo radiactivo de potasio-40; otras se deben al radio o al uranio que se producen naturalmente en la tierra y las rocas; entre ellos están la arena para gatos o la porcelana.
La radiación que se origina en la Tierra también contribuye de manera importante a la radiación de fondo.
Otra limitación de los detectores de radiación gamma es que los fotones gamma pueden ser suprimidos fácilmente por escudos de alta densidad fabricados de plomo o acero, evitando la detección de fuentes nucleares. Sin embargo, esas clases de escudos no detienen los neutrones de fisión producidos por fuentes de plutonio. Como resultado, los detectores de radiación generalmente combinan detectores de rayos gamma y neutrones, por lo que el blindaje solo es efectivo para ciertas fuentes de uranio.

### Detectores de radiación de neutrones
Los materiales fisibles emiten neutrones. Algunos materiales nucleares, como las armas que utilizan plutonio-239, emiten grandes cantidades de neutrones, por lo que la detección de neutrones es una herramienta útil para buscar dicho contrabando. Los Monitores de Portal de Radiación a menudo usan detectores basados en helio-3 para buscar señales de neutrones. Sin embargo, la escasez global de suministro de He-3 ha llevado a la búsqueda de otras tecnologías para la detección de neutrones.

### Espectroscopía gamma
- Espectroscopía gamma